# Адживика
Аджи́вика — неортодоксальное (настика) философско-аскетическое движение в Древней Индии, предшествующее, скорее всего, буддизму и джайнизму. Адживики представляли собой организацию блуждающих странников (паривраджаки — «бродяга» или шраманы «скиталец»), верящих в то, что человеческая судьба не зависит от действий человека, а определена строгим внеличностным космическим законом — нияти (ограничение).

## Этимология
Одно из объяснений:
адживика — «тот, кто в разных местах находит себе средства к существованию (аджива)», а могло произойти из выражения а дживат («длинный как жизнь»), указывая на одно из фундаментальных положений адживики — для получения окончательного освобождения необходимо пройти через множество жизней.
Вполне возможно это было не самоназвание.

## История
Об адживиках сохранилось очень мало источников. Их священные писания были утеряны, а немногие фрагменты сохранились в буддийских и джайнских текстах, а также в надписях эпохи империи Маурьев. Трудно определить, до какой степени эти источники отражают действительное учение адживиков, так как в сохранившихся фрагментах их подвергают критике противники и вполне возможнo, были использованы нарочитые искажения.
Основателем секты считается Маскарин Гошала (санскрит; пали: Маккхали Госала), но встречаются утверждения, что он был главой большой общины адживиков, а не основателем. Утверждают, что Гошала был другом Махавиры, 24-го Тиртханкара Джайнизма. Сутра Бхагавати изображает Гошалу учеником Махавиры на протяжении шести лет, а затем их мировоззренческие пути разошлись. Отец императора Ашоки, Биндусара, был сторонником адживики, которая достигла пика популярности в эпоху Ашоки, а затем исчезлa, но возможно отдельные группы продолжали существовать в Индии ещё до XIV столетия. В Средние века адживики стали присоединяться к дигамбарской сангхе, так, что шветамбары стали считать, что адживики и дигамбары есть одна школа.

## Убеждения и религиозные практики
Учение адживиков отличал от других индийских систем того времени крайний фатализм; любые человеческие усилия безрезультатны, так как миром правит неотвратимый рок — нияти, кармические законы недействительны, нет никакой причины в том, что мир несовершенен, существа испорчены без причины и повода, всё изменяется под воздействием случайных совпадений, но и спасение от страданий наступит автоматически, без малейших личных усилий со стороны существа, после прохождения им циклa в 8 400 000 махакальп.
Адживики, как и джайны, практиковали ахимсу и вегетарианство. К аскетической практике допускались как мужчины, так и женщины. Адживики отказывались от пищи, специально приготовленной для них, а также от подношений беременных женщин или тех домохозяев, у которых есть собака, которая тоже может хотеть есть. Также практиковался пост, постоянная нагота, возможно, обезображивание новых членов при инициации. Адживики верили, что посвящение в их орден служит свидетельством последнего перевоплощения перед нирваной и всеми силами стремились приблизить желанный конец. Поэтому они практиковали постоянные изнурительные посты и считали достойным концом жизни добровольное доведение себя до голодной смерти.
Адживики ввели учение о цвете душ (leśya): чёрные — души людей живущих насилием (рыбаки, охотники и д.р.), синие — монахи с «жизнью подобной воровской», красные — монахи, включая джайнов, зелёные — адживики-миряне, белые — адживики-монахи, сверхбелые (parama-sukka) — учителя адживики (Госала, Нанда Ваччха, Киса Санкиччха).
В классификациях душ (7 типов), в космографии и в области логики адживика была настолько близка джайнизму, что отдельные средневековые индийские авторы и некоторые современные учёные считают адживику одной из сект джайнизма. Адживики пользовались популярностью как предсказатели будущего при дворах раджей.

## Буддизм и адживика
Будда критиковал адживику за губительное отрицание человеческого потенциала и ответственности за свои поступки. Учение адживики описано как наносящее больший вред, чем любое другое учение.

## Джайны и адживика
Поскольку основатель адживики Госала и 24-й тиртханкара Махавира были связаны, ряд общих черт роднит адживиков и джайнов, особенно дигамбаров: отсутствие кровавых жертв, аскеты ходят голыми, не пользуются чашами для подаяния, не употребляют корнеплоды, чеснок, лук, мясо и вино, не принимают подаяния от только что поевшего и из дома в дверях которого стоит собака или вокруг которого кружатся мухи. 